# جامعة باكوان
جامعة باكوان (بالإنجليزية: Pakuan University)‏ هي منطقة سكنية تقع في إندونيسيا في .